# U-19-Fußball-Asienmeisterschaft 1980
Die 21. U-19-Fußball-Asienmeisterschaft wurde 1980 in Bangkok (Thailand) ausgetragen. Das Turnier begann am 21. Februar und endete am 1. März 1981. Sieger wurde Südkorea. Der Turniersieger qualifizierte sich für die Junioren-Weltmeisterschaft 1981.

## Qualifikation
Die gemeldeten Mannschaften ermittelten in zwei Gruppen die fünf Teilnehmer. Aus diesem Kreis wurde der Gastgeber ausgewählt.
- Bangladesch
- Japan
- Katar
- Südkorea (Titelverteidiger)
- Thailand (Gastgeber)

## Modus
Die fünf Mannschaften spielten eine Einfachrunde. Für einen Sieg gab es zwei Punkte, für ein Unentschieden einen Punkt.

## Verlauf
Gastgeber Thailand und Titelverteidiger Südkorea starten mit hohen Siegen ins Turnier. Am zweiten Spieltag unterlag Thailand gegen Katar, während Südkorea gegen Japan den zweiten Sieg einfuhr. Auch nach dem dritten Spieltag, an dem die Südkoreaner spielfrei hatten, blieb der Titelverteidiger vorne, da Thailand auch gegen Japan verlor und Katar gegen Bangladesch nur zu einem torlosen Unentschieden kam. Am vierten Spieltag folgte der erste Rückschlag für Südkorea durch ein 1:1 gegen Bangladesch, und Katar konnte durch ein 1:0 gegen Japan nach Punkten gleichziehen. Am letzten Spieltag hatte Katar spielfrei, und Südkorea holte den letzten fehlenden Punkt beim 1:0-Erfolg gegen Thailand.

## Tabelle
| Pl. | Verein      | Sp. | S | U | N | Tore    | Diff. | Punkte |
| --- | ----------- | --- | - | - | - | ------- | ----- | ------ |
| 1.  | Südkorea    | 4   | 3 | 1 | 0 | 009:300 | +6    | 07:10  |
| 2.  | Katar       | 4   | 2 | 1 | 1 | 004:400 | ±0    | 05:30  |
| 3.  | Japan       | 4   | 2 | 0 | 2 | 004:500 | −1    | 04:40  |
| 4.  | Thailand    | 4   | 1 | 0 | 3 | 006:500 | +1    | 02:60  |
| 5.  | Bangladesch | 4   | 0 | 2 | 2 | 001:700 | −6    | 02:60  |

|                  |   |             |     |
| 21. Februar 1981 |   |             |     |
| Thailand         | – | Bangladesch | 5:0 |
| Katar            | – | Südkorea    | 1:4 |
| 23. Februar 1981 |   |             |     |
| Thailand         | – | Katar       | 0:2 |
| Südkorea         | – | Japan       | 3:1 |
| 25. Februar 1981 |   |             |     |
| Bangladesch      | – | Katar       | 0:0 |
| Thailand         | – | Japan       | 1:2 |
| 27. Februar 1981 |   |             |     |
| Japan            | – | Katar       | 0:1 |
| Südkorea         | – | Bangladesch | 1:1 |
| 1. März 1981     |   |             |     |
| Thailand         | – | Südkorea    | 0:1 |
| Japan            | – | Bangladesch | 1:0 |

## Ergebnis
Südkorea wurde zum fünften Mal Asienmeister und qualifizierte sich dadurch für die Junioren-Weltmeisterschaft 1981 in Australien. Dort beendete Südkorea die Vorrunde hinter Brasilien und Rumänien als Dritter und schied aus.